# 韩惟灏
韩惟灏，中华人民共和国政治人物、全国脱贫攻坚先进个人。

## 生平
韩惟灏任怀安县西沙城乡北庄堡村驻村工作队队长兼第一书记，国务院办公厅行政司三级主任科员。因在脱贫攻坚战中作出突出贡献，2021年2月25日全国脱贫攻坚总结表彰大会上，韩惟灏被授予“全国脱贫攻坚先进个人”。